# Skrzypny Ostrów
Skrzypny Ostrów – część wsi Wieprzów Tarnawacki w Polsce położona w województwie lubelskim, w powiecie tomaszowskim, w gminie Tarnawatka.
W latach 1975–1998 Skrzypny Ostrów administracyjnie należał do województwa zamojskiego.
W okolicy znajduje się rezerwat przyrody Skrzypny Ostrów.